# 泰隆 (喬治亞州)
泰隆（英語：Tyrone）是一個位於美國喬治亞州費耶特縣的城鎮。

## 地理
泰隆的座標為33°28′25″N 84°35′28″W / 33.47361°N 84.59111°W，而該地的平均海拔高度為299米（即981英尺）。

## 人口
根據2010年美國人口普查的數據，泰隆的面積為33.30平方千米，當中陸地面積為32.30平方千米，而水域面積為1.00平方千米。當地共有人口6879人，而人口密度為每平方千米207人。